# Hovdam

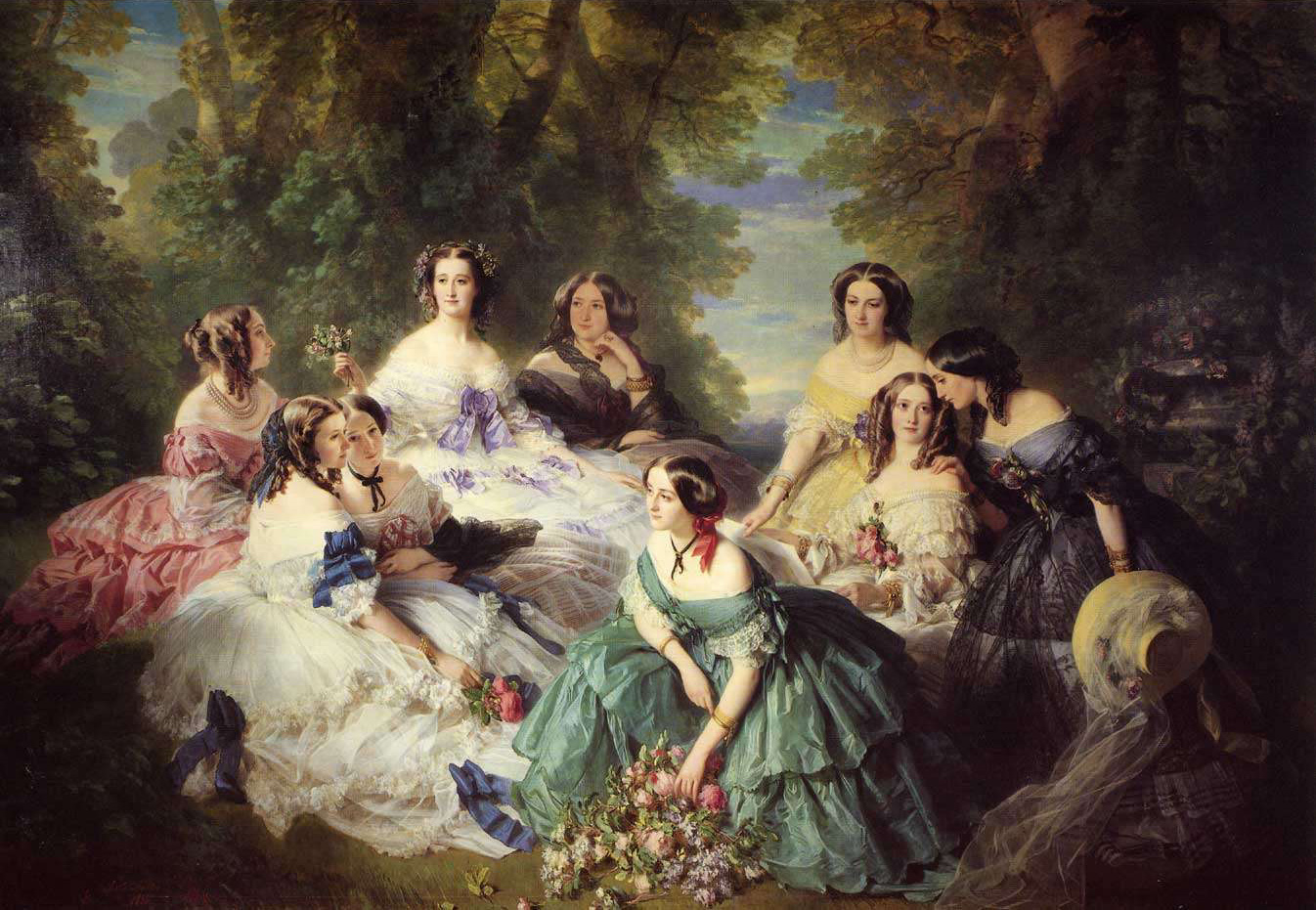
Kejsarinnan Eugénie omgiven av sina hovdamer, målning av Franz Xaver Winterhalter (1855).

En hovdam är en kvinnlig personlig assistent vid ett hov som bistår en kvinnlig kunglighet i officiella sammanhang. Hovdam har använts som en sammanfattande benämning på en kvinnlig hovfunktionär. Exempel på olika sorters hovdamer är en hovfröken, en kammarfröken, en statsfru, en hovmästarinna och en överhovmästarinna. Yrket ligger nära det historiska yrket Sällskapsdam. 

## Historia
Under medeltiden växte kungarnas hushåll långsamt från ett hushåll med tjänstefolk till ett hov med adliga ämbetsinnehavare av båda könen anställda. Redan merovingernas drottningar antas ha haft personliga tjänare, och under Karolingernas tid på 800-talet nämns att drottningarna hade personliga ämbetsmän och militära eskorter.
I slutet av 1100-talet är det bekräftat att Frankrikes drottningar hade sina egna hushåll och adliga hovdamer anställda. Drottningar i medeltidens Europa hade vanligen små hov med endast en handfull hovdamer anställda, och de flesta adliga kvinnor vid hovet bestod i praktiken av hustrur till de adelsmän som besökte eller fanns anställda vid hovet. Frankrikes drottning hade endast fem hovdamer anställda år 1286, och hennes hov skildes inte från den kungliga barnkammarens förrän 1316.
Renässansen innebar en stor förändring för hovdamernas ställning i Europa, då ett nytt ceremoniellt representationsliv, där kvinnor spelade en synlig roll, uppstod vid de italienska hoven och sedan spred sig till Burgund och de övriga hoven i Europa. 
Frankrikes drottning Anna av Bretagne reformerade och omorganiserade det franska hovet efter förebild från hovet i Burgund, ett arbete som fortsattes av Frans I av Frankrike, som kritiserades av samtiden för att ha gjort kvinnor till en fast integrerad del av det franska hovet. Från 1490-talet utökades antalet hovdamer kraftigt vid det franska hovet, flera nya hovtjänster för kvinnor inrättades och kvinnor gavs en ny, offentlig och synlig roll i hovets ceremoniella liv. Detta exempel följdes sedan av övriga hov i Europa, där hoven under 1500-talet utvidgades med både större antal personer och fler hovtjänster för att motsvara det nya idealet om representation, och kvinnor i egenskap av hovdamer gavs en mer offentlig och synlig roll.
Från slutet av 1800-talet och början av 1900-talet började hovdamernas antal att minska, då Europas kungahus, påverkade av samtida kritik mot monarkin, började minska på de mest utmanade formerna av kunglig representation, och många hovtjänster började avskaffas eller lämnas vakanta. Under 2000-talet är hovdamerna som regel betydligt färre än vad de var tidigare.

## Uppgifter
Historiskt sett har en hovdam i Europa varit en kvinna av hög rang, men lägre än den kvinna hon varit anställd hos. Hon kategoriserades inte som en tjänare utan var av tillräckligt hög rang för att betraktas som ett sällskap. Hon utförde sekreterarsysslor, övervakade och gav order till tjänare, bistod med råd om etikett, assisterade och utgjorde följe vid ceremoniella tillfällen och sällskap till vardags.
Även utanför Europa har det funnits kvinnor som fungerat som assistenter och uppvaktande åt kungligheter vid hoven och i den meningen haft samma uppgifter som sin europeiska motsvarighet. Däremot har dessa dessutom ofta formellt fungerat som monarkens bihustru eller konkubin, och inte alltid varit av hög rang.

## Hovdamer efter hov

### Afrika
I Afrika har flera olika stammar och kulturer haft likartade seder kring fenomenet hovdamer. I Lobedustammen i södra Afrika, bland Bini och Yoruba i det senare Nigeria, och ett antal andra stammar, ansågs kungamodern och översteprästinnan vid kungahovet vara rituellt manliga. Liksom kungarna själva, betjänades de av ett hov av kvinnliga assistenter vars uppgifter var en hovdams. Rituellt sett utgjorde dessa hovdamer kungamoderns och översteprästinnans bihustrur och harem, liksom kungens hovdamer, även i de fall de inte hade en sexuell relation till sin rituella "make". Dessa kvinnor kom ofta själva ur familjer med hög status.

### Belgien
När Belgien fick ett eget kungahus 1830 organiserades ett kungligt hov. Hovdamer utnämndes när Belgien fick sin första drottning 1832 och organiserades enligt franskt mönster med en chefshovdam med titeln dame d'honneur och en grupp dame du palais, överordnade premiere femme du chambre och femme du chambre.

### Danmark
Det tidigmoderna danska hovet omorganiserades, liksom det dåvarande svenska hovet, i början av 1500-talet utifrån tysk modell, som i sin tur hade formats med det kejserliga österrikiska hovet som modell. 
Hovdamerna bestod, inspirerat av denna modell, av en Overhofmesterinde (överhovmästarinna infört 1699) eller enbart hofmesterinde (hovmästarinna), överordnad de ogifta hovdamerna. Dessa bestod i sin tur av en Kammerfrøken (kammarfröken, ursprungligen kallad kammerjomfru) och ett antal hofdame med titeln Hoffrøken (hovfröken, ursprungligen kallat hofjomfru). 
Den ålderdomliga hovhierarkin fanns kvar fram till Kristian IX:s död 1906, men därefter försvann många titlar - den sista Kammerfrøken försvann till exempel 1909 - och samtliga hovdamer kom att kallas hofdame.
Innan drottning Margrethe II av Danmark abdikerade i januari 2024 tjänstgjrode i Danmark fyra hofdame (hovdamer) hos drottningen, och två hos kronprinsessan Mary.[Uppdatering behövs]

### Frankrike
Drottningens hushåll under medeltiden var litet och enkelt i jämförelse med hur det blev senare, och år 1286 hade hon endast fem hovdamer; de gifta dames och de ogifta demoiselles. Frankrikes drottning hade sex hovdamer år 1261, Jeanne d'Évreux på 1300-talet 18, Isabella av Bayern ett dussin omkring år 1400, och Marie av Anjou sjutton år 1452.   Det var först med drottning Anna av Bretagne vid sekelskiftet 1500 som drottningen fick en mer självständig och utvecklad hovstat, och hennes hovdamer kom att organiseras i mer fasta kategorier och öka till ett signifikant antal för att bli nära hundra under 1500-talet. 
Den högsta hovdamen vid franska hovet hade titeln surintendante (överhovmästarinna), som motsvarade kungens chevalier d'Honneur (överhovmästare) med uppsikt över drottningens kvinnliga hovpersonal. 
Surintendante var tillsammans med den kungliga guvernanten den enda kvinnliga hovfunktionären som svor sin trohetsed till kungen. 
Hon var överordnad première dame d'honneur (1523), som var surintendantens vice och ersättare och hade hand om hovdamerna, drottningens kassa och utgjorde sällskap under hovceremonierna. 
Därefter kom dame d'atour (1534), som hade ansvar för drottningens garderob och juveler. 
Dessa i sin tur var överordnade de övriga hovdamerna. De övriga hovdamerna bestod av gifta dame d'honneur (statsfruar) eller ogifta filles d'honneur (hovfröknar). År 1674 ersattes dessa båda grupper av gifta dame du palais. 
Dessa var överordnade övriga kammarjungfrur eller kammarfruar, som innefattade en première femme du Chambre och övriga femme de chambres och lavandières.
Under det första kejsardömet 1804-1814 fanns det en dame d'honneur och mellan 20 och 36 dames du palais. Den Bourbonska restaurationen 1814-1830 återinförde den hierarki som hade rått före franska revolutionen. Under det andra kejsardömet 1852-1870 fanns en Grande-Maitresse, en dame d'honneur och mellan sex och tolv dames du palais.

### Italien
Italien enades i ett kungarike 1870 och formade då ett hov för det enade Italien. Drottningen av Italien hade en samling hovdamer bestående av en Dama d’Onore, som var chef för gruppen ordinarie hovdamer, Dame di Corte: det fanns också ett antal Dame di Palazzo, som var anknutna till särskilda städer och som tjänstgjorde endast under drottningens besök i dessa städer.

### Japan
I Japan tillhörde hovdamerna som regel en hovaristokrati runt kejsarhovet, och anställdes av den kejserliga palatsbyrån för palatstjänare om de uppnådde kraven på bildning i bland annat kinesisk litteratur. Till skillnad från i Kina var det i Japan kvinnor i stället för eunucker som styrde över haremet, och de kunde också uppnå höga hovämbeten i kejsarens personliga hushåll. Hovdamerna skötte kejsarens badning, garderob, serverade måltider, deltog i hovets ritualer och ceremonier och fungerade som sekreterare. 
Hovdamerna indelades i två klasser, som i sin tur var indelad i flera ranger utifrån uppgift. Den första klassen utgjordes av hovfunktionärer ur de högsta adelsfamiljerna, medan den andra klassen utgjordes av palatstjänare ur familjer med lägre status.
En hovdam kunde befordras av kejsaren till konkubin eller gemål både till honom själv och kronprinsen, och ett barn en hovdam fick med kejsaren kunde ärva tronen. Hovdamernas ställning som potentiella konkubiner avskaffades 1924. 

### Kambodja
I Kambodja utgjordes hovdamerna av de kvinnor som arbetade vid hovet med att servera mat och dryck till medlemmarna av kungahuset, fläkta dem med solfjädrar, massera dem och delta i underhållningen med musik, sång och dans. Dessa var som regel utbildade kvinnor ur arbetarklassen. De kunde börja som tjänsteflickor och sedan befordras till hovdamer, konkubiner, bihustrur och till och med drottningar. 

### Kina
I Kina ingick samtliga kvinnliga palatskvinnor rent formellt sett i kejserliga haremet så länge de kvarstod i tjänst. Vissa kvinnor, ofta ur högre ämbetsfamiljer, kunde väljas ut till gemåler, konkubiner eller kejsarinnor direkt vid sin ankomst till palatset. Andra valdes ut bland familjer med lägre status till att utbildas för vissa specifika hovtjänster, så som assistenter till medlemmar av kejsarhuset, hovadministratörer, kammarjungfru eller musiker, men även dessa ingick formellt i kejsarens harem och kunde befordras av honom till gemåler, konkubiner och till och med kejsarinnor. 
Detta system kring palatskvinnor skiftade något genom seklen och dynastierna men behöll i grova drag sin karaktär. Under Qingdynastins tid (1644-1912) rekryterades kvinnor till kejsarhovet genom tre olika urvalsprocesser. Alla döttrar ur den högsta banérklassen tvingades undergå en inspektion för att avgöra om de kunde vara lämpliga att väljas ut till kejserliga gemåler eller konkubiner innan de tilläts gifta sig. På samma sätt tvingades döttrar ur de lägre banér- och ämbetsfamiljerna till en inspektion som potentiella palatsjungfrur före sitt giftermål. Palatsjungfrur arbetade som personliga uppvaktande och assisterade och deltog vid ritualer och ceremonier. De kunde också befordras till gemåler eller konkubiner. Slutligen rekryterades palatspigor ur soldatfamiljer före sitt giftermål.

### Korea
I Korea utgjordes hovdamerna eller palatskvinnorna av Gungnyeo eller gungjung yeogwan ("kvinnlig officer vid den kungliga hovet"). Hovdamerna delades in sanggung och nain. Sanggung var först i rang och delades i sin tur in i flera klasser: de övervakade de kungliga hushållen, den kungliga egendomen och den kvinnliga betjäningen, uppvaktade medlemmarna av den kungliga familjen, var sköterskor till de kungliga barnen och medverkade vid hovets ritualer; Nain utgjorde deras assistenter.
Underställda dessa var musuri (allmän piga utan specifika uppgifter), gaksimi (hushållsarbetare med specifika uppgifter, så som sömmerskor), sonnim (konkubinernas tjänsteflickor) och uinyeo (kvinnliga läkare). 
Samtliga hovdamer var ytterst underställda drottningen. Deras status skiftade beroende på deras uppgifter: sanggung, till exempel, kunde ha politiskt inflytande och fick ett eget hus med egen tjänarstab. 
I Korea valdes hovdamerna som regel ut från särskilt utbildade slavar som ägdes av adeln, även om det i enstaka fall kunde förekomma att en fri kvinna ur arbetarklassen tränades upp i yrket.

### Nederländerna
Hovdamerna vid hovet i hertigdömet i Burgund, som låg i Nederländerna under 1400-talet, indelades i en hofmesterees (hovmästarinna), som var chef för det kvinnliga hovet, och en hofdame, som var hovmästarinnans vice och hade ansvaret över de många eredames (hovfröknar), som kallades antingen fille d'honneur eller Junckfrauen i det tvåspråkiga området. 
Kungariket Nederländerna bildades 1815 och organiserade då ett kungligt hov. Hovdamerna leddes av Grootmeesteres (hovmästarinnan), som var överordnad Dames du Palais (statsfruar), i sin tur överordnade Hofdames (hovfröknar).

### Norge
I Norge fanns det inget hov under unionen med Danmark mellan 1387 och 1814. Under unionen Sverige-Norge 1814-1905 existerade en norsk hovstat enligt svensk modell som var i tjänst under kungafamiljens besök i Norge, och Karen Wedel-Jarlsberg utsågs till den första överhovmästarinnan för den första norska hovstaten 1817. 
Den norska hovstaten tjänstgjorde sedan endast tillfälligt under kungahusets besök i Norge fram till 1905, även om det också ingick norska personer i den svenska hovstaten under unionstiden. När Norge efter brytningen av unionen med Sverige 1905 återigen fick sitt eget kungahus fick det också ett eget permanent hov.
I Norge har endast prinsessan Astrid, fru Ferner en hovdam.

### Ryssland
I det moskovotiska Ryssland anställdes adliga änkor i tsaritsans hushåll som Gårdsadelsdamer med olika uppgifter. 
I Ryssland infördes en ny organisation vid hovet i samband med Peter den stores rangtavla 1722. Alla de gamla posterna för hovdamer ersattes då med en västerländskt inspirerad hovstat av tysk modell. De olika tjänsterna för hovdamer vid det ryska hovet var som följer:
1. Ober-Hofmeisterin (överhovmästarinna)
2. Riksrådinnor
3. Deystvitelnaya Statsdame
4. Deystvitelnaya Kammer-devitsa
5. Hofdame
6. Hofdevitsa
7. Kammer-devitsa (Kammarfröken)
8. Ober-Hofmeisterin
9. Hofmeisterin (hovmästarinna, infört 1748)
10. Statsdame
11. Kammer-Fräulein (kammarfröken)
12. Fräulein (hovfröken)

### Polen
Den polska drottningens hushåll var organiserat som en mindre version av kungens, och som en större version av de polska adelskvinnornas mindre magnathov. En hovmästare, en adelsman, övervakade hennes hovmän och representerade henne utåt, medan en hovmästarinna (som alltid skulle vara gift med en senator) övervakade hennes hovdamer. Det var sed för polska adelsmän att sända sina tonåriga döttrar att slutföra sin utbildning som hovfröknar vid ett adliga hov eller allra helst drottningens hov, där de skulle lära sig vad de behövde kunna ungefär som i ett slags flickpension, och finna någon att gifta sig med.

### Spanien
Vid sekelskiftet 1300 nämns att drottningen av Kastilien uppvaktades av ett antal kammardamer, camareras, men en färdig organisation av de spanska hovdamerna framträdde inte förrän under 1400-talet. 
Den högsta kvinnliga hovfunktionären var  Camareras mayores, vilket motsvarade överhovmästarinnan. Hon var överordnad ayas (guvernanter) och guardas (förkläden). Därefter kom duenas de honor, som hade överinseendet över damas, samt även de kvinnliga slavarna och dvärgarna som länge var en naturlig del av spanska hovet, och som alltså betraktades som hovdamer då de överordnades mozas (tjänsteflickor) och lavanderas (tvätterskor). De första fyra kategorierna bestod som regel av antingen gifta kvinnor eller änkor. Informationen och forskningen om de spanska hovdamernas uppgifter och yrkesliv är dock fragmentariska och knapphändiga. I Spanien levde de kvinnliga medlemmarna av kungahuset, och därmed deras hov, betydligt mer isolerat från det övriga hovet än i övriga Europa.
Denna modell för drottningens hovdamer användes av Isabella I av Kastilien och kvarstod sedan.

### Storbritannien
In England indelades hovdamerna historiskt i följande rangordning: som överhovmästarinna fungerade Mistress of the Robes, följd av 
First Lady of the Bedchamber, som den främsta av gruppen Lady of the Bedchamber (normalt hustrur eller änkor till adelsmän över earls rang), med uppgiften att tjänstgöra som sällskap (ogifta hovdamer kallas Maid of honour (hovfröken), och slutligen Woman of the Bedchamber (normalt dottern till en pär), som ursprungligen utgjorde drottningens uppassare och hjälpte henne klä på sig och liknande. Därefter kom Chamberer. 
Detta system har grovt sett kvarstått sedan åtminstone 1500-talet, men i praktiken tillsätts inte längre de flesta av dessa platser: Maid of honour utses till exempel numera enbart rent tillfälligt vid kröningar. Numera är Mistress of the Robes och Lady of the Bedchamber endast hederstitlar och endast tjänsten som Woman of the Bedchamber kvarstår.

### Sverige
Det svenska hovdamerna och deras tjänsteavdelning inom hovstaten kallades kollektivt för "Hovfruntimret".
De svenska hovdamerna i Sverige är fragmentariskt kända före 1600-talet. 1548 nämns tre jungfrur och 1552 nämns Elsa, Ingrid och Märta som hovdamer (jungfrur), annars är de första svenska Vasadrottningarnas hovdamer okända. 
Historiskt sett grundlades det svenska hovets organisation på nytt, när Sverige blev fritt under Gustav Vasa. Liksom det dåvarande danska hovet skapades det utifrån tysk modell, som i sin tur hade formats med det kejserliga österrikiska hovet som modell. Hovdamerna bestod enligt denna modell av en hovmästarinna, som hade överinseendet över de ogifta hovdamerna. Dessa hade titeln hovjungfru (från 1719 hovfröken), eller det finare kammarjungfru (från 1719 kammarfröken). Under dessa fanns de kvinnliga hovfunktionärer som räknades som tjänare snarare än hovdamer: först i rang bland dessa kom kammarhustrun (från 1719 kammarfrun), följd av kammarpigorna. Från drottning Kristinas regeringstid (1632-1654) blev hovmästarinnan ersatt av, eller underordnad, en överhovmästarinna. De gamla titlarna namn moderniserades med hovreformen år 1719. 
Gustav III införde 1774 gifta hovdamer med titeln statsfru, och med rang mellan hovmästarinnan och kammarfröknarna. Överhovmästarinnan var jämställd med riksmarskalken, som var chef över både kungens, drottningens och änkedrottningens enskilda hovstater, och hon hade liksom denne excellens rang; statsfruarna hade generals rang, kammarfröknar generalmajors rang, och hovfröknar överstes rang. Denna rang var fullt officiella och formella och gällde i alla offentliga sammanhang både i Sverige och utomlands.
Det svenska hovets tjänster reducerades av Oscar II. Genom ett nytt hovprotokoll 1954 reducerades och förenklades hovtjänsterna. Ingen av tjänsterna ovan finns kvar, med undantag av överhovmästarinnans och statsfruns. När drottning Louise avled 1965 anställdes hennes överhovmästarinna hos kungen. Från 1994 är överhovmästarinnan chef för kungens hovstat, medan "statsfru" nu har blivit titeln för drottningens hovchef.

Hovdamstecken. Tjänstetecken för hovdam hos drottning Josefina 1844–1876

I Sverige tjänstgör tre hovdamer i drottning Silvias hovstat. Chef för drottningens hovstat är statsfrun. Som tjänstetecken bär hovdamerna drottningens monogram.

### Tyskland
De tyska småfurstehoven efterliknande på 1500-talet sin förebild i Österrike, med en hofmeisterin (hovmästarinna) eller oberhofmeisterin (överhovmästarinna) med uppsyn över flera hoffräulein (hovfröken), som kunde befordras till kammerfräulein (kammarfröken).

### Ungern
De ungerska drottningarnas hov har blivit dåligt undersökta. Det är dock känt att de hov som omgärdade drottningarna Barbara och Elisabeth under 1400-talets första hälft var mycket stora och prestigefyllda, med ett stort antal hovdamer. Vid mitten av 1400-talet avbröts dock kontinuiteten på grund av en frånvaro av drottningar i Ungern, och drottningens hushåll uppfanns på nytt när Beatrix av Neapel anlände till Ungern som dess nya drottning år 1476 och organiserade hovet enligt italiensk modell, något som dock blev mycket impopulärt och omtalades som alltför stort, dyrt och sofistikerat. 
Det är dock först drottning Marias hushåll i början av 1500-talet som är bättre utforskat. När Maria anlände till Ungern år 1521 medförde hon ett hov från Österrike som var organiserat enligt dåtida tysk modell. Kvinnorna i hennes hushåll, Frauenzimmer, bestod av hennes hovmästarinna eller Hofmesterin, föreståndare för hennes kvinnliga personal, som motsvarade hennes hovmästare; efter denna kom hennes guvernant, kallad Perseresserin, som tycks ha haft uppsyn över hennes sex ogifta adliga Kammerjungfrauen eller hovfröknar, och slutligen hennes icke adliga tjänstekvinnor, kallad jungfrur.   Även om det inte finns någon klar dokumentation om hur hennes hov såg ut i Ungern, tycks hennes hushållsorganisation ha bestått som den var när hon kom, då samtliga av hennes kvinnliga anställda, med undantag av hennes hovmästarinna, tycks ha stannat i hennes tjänst.

### Österrike
Österrikes hov började få en mer fast organisation då det mer lösligt sammansatta, resande medeltida hovet började bli bofast i slutet av medeltiden. Det österrikiska hovet påverkades under 1500-talet av både det burgundiska hovet i Nederländerna och det spanska hovet, då alla dessa områden kom att vara förenade i personalunion under 1500-talet. I det burgundiska Nederländerna var hovdamerna indelade i en hofmesterees (hovmästarinna), som var chef för det kvinnliga hovet, och en hofdame, som var hovmästarinnans vice och hade ansvaret över de många eredames (hovfröknar), som kallades fille d'honneur eller Junckfrauen, och denna modell användes också i Österrike under 1500-talet. Samtidigt användes även den spanska hovmodellen av kejsarinnan Maria av Habsburg. Dessa två modeller smälte så småningom samman i den österrikiska hovmodellen. 
Det österrikiska kejsarhovet fick sin slutliga utformning 1619, och behöll den därefter närmast oförändrad. Den högsta kvinnliga hovfunktionären var obersthofmeisterinnen, motsvarande överhovmästarinnan: hon var ansvarig för hela det kvinnliga hovet och näst i rang efter kejsarinnan själv. Bland hennes uppgifter fanns till exempel att övervaka kejsarinnans korrespondens: från 1655 överläts dock övervakningen av kejsarinnans korrespondens med män till hennes hovmästare. Hon närvarade också vid audienser och andra ceremonier. Hon var närmast överordnad ayas, som fungerade som guvernanter för de kejserliga barnen. Båda posterna fylldes normalt av adliga änkor. Därnäst i rang kom fräuleinhofmesterinnen: hennes uppgift var att övervaka de ogifta hovdamerna i deras uppträdande och organisera deras yrkesutövning, och hon var också vikarie för obersthofmeisterinnen vid dennas frånvaro.
De flesta hovdamer utgjordes av hoffräulein (hovfröken): dessa skulle vara ogifta döttrar till grevar och tjänstgjorde normalt sett endast några år innan de avgick genom giftermål. Det vanliga antalet för dem var mellan 10 och 12, men antalet kunde ofta överskridas. Vissa av hoffräulein kunde också befordras till titeln av kammerfräulein (kammarfröken), av vilka det endast fanns ett litet antal och ibland inga alls. De ogifta hovdamernas uppgift var att uppträda som följe vid samtliga tillfällen, vare sig vid kyrkobesök, baler, audienser eller jakter, som kejsarinnan lämnade sina rum: i Wien serverade de också kejsarinnan vid middagen.
Denna modell för en kvinnlig hovstat motsvarade med mindre variationer den hovstat som förekom i de mindre hoven i Tyskland. Även det svenska och danska hovet följde till viss del den tyska hovmodellen. Denna påminde om den spanska hovstaten, men skilde sig starkt från den franska, engelska och italienska.

## Kända hovdamer
- Mary Boleyn
- Yolande de Polastron
- Murasaki Shikibu
- Ulrika Strömfelt